# 足利満直
足利 満直（あしかが みつなお／みつただ）は、室町時代中期の武将。篠川御所（篠川公方）と呼ばれる。第2代鎌倉公方足利氏満の次男で、第3代公方足利満兼は兄である。

## 概要
陸奥国安積郡篠川（現福島県郡山市）に派遣、下向し、篠川御所（篠川公方）と呼ばれる。同時に弟の満貞も篠川から南に下った陸奥岩瀬郡稲村（現福島県須賀川市）に下向し、稲村御所（稲村公方）と呼ばれる。なお、『続群書類従』所収の『喜連川判鑑』（元禄9年（1696年）に二階堂氏所蔵本を写して彰考館に置いていたもの）や『古河公方系図』では満直を「稲村殿」、満貞を「篠川殿」としている。他方、異説として『古河公方系図』に満直を「篠川殿」、満貞を「稲村殿」とする説も併記されており、弟と混同している史料もある。
学術的にも、篠川・稲村公方の比定を巡って揺れがあり、鎌倉府研究の先駆者である渡辺世祐の『関東中心足利時代之研究』（1926年）は、『喜連川判鑑』などの記述に従って、満直を稲村公方、満貞を篠川公方と比定したが、その後の記録・文献の研究などによって、1960年代には満直と満貞の位置づけが反対であることが確定された。

## 経歴
奥州管領の衰退や小山氏の乱に対応するため、元中8年（1391年）に陸奥国・出羽国が鎌倉府の管轄となった。だが、奥羽両国には有力な武士が存在しており、鎌倉府の統治も順調ではなかった。応永5年（1398年）の足利氏満の急死をきっかけに鎌倉府の奥州統治体制の再編成を迫られ、翌応永6年（1399年）に新しい鎌倉公方となった兄・満兼の命により陸奥国安積郡に派遣、下向して篠川（現福島県郡山市安積町笹川字東舘 付近）に本拠地を置き、篠川御所と呼ばれた。
篠川・稲村両御所は鎌倉府の出先機関として陸奥の国人勢力を統合し、伊達氏や斯波氏といった反鎌倉府勢力に対抗するのが主要任務と考えられる。安積郡は伊東氏の勢力圏で、満直は伊東氏や岩瀬郡の二階堂氏、白河郡の白河結城氏（結城満朝・氏朝父子）などと連携してたびたび伊達氏と衝突している（伊達家第9代当主伊達政宗、11代当主伊達持宗の反乱など）。
応永6年には早くも伊達政宗が鎌倉府からの所領要求に怒り、翌7年（1400年）に大崎詮持と呼応して反乱を起こした。これに対し結城満朝が迎え撃ったため詮持は自殺、政宗は反抗を続けたが、鎌倉府が応永9年（1402年）に犬懸上杉家の上杉禅秀を討伐軍の大将に派遣、政宗が降伏したため反乱は鎮静化した。応永20年（1413年）4月に政宗の孫持宗も所領問題から両御所に反乱を起こし籠城、12月に兵糧欠乏を理由に降伏したが、この戦いで両御所や結城満朝は討伐に動かなかったため、満直の甥である鎌倉公方足利持氏が政宗の時と同じく直接軍勢を派遣したり、出陣しない満朝に催促状を宛てている。不穏な情勢は持宗の降伏後も収まらず、応永22年（1415年）に持氏が長沼義秀に催促状を下している。
こうした通説に対して、近年になって杉山一弥が次の問題点を指摘する。まず、満直＝篠川公方について確実に年次が確定できる最古の文書は応永21年（1414年）のものであること、『鎌倉年中行事』には篠川公方の元服が鎌倉公方の元服に準じて行われたことが記されており、そこから満直は鎌倉で元服後に奥州に下向したと考えられることをあげて、満直の下向は満貞の派遣と同時ではないとする説を唱えた。杉山は関東管領も輩出した犬懸上杉家が応永9年から同24年（1417年）の上杉禅秀の乱まで、稲村公方である満貞と対抗しながら奥州での勢力拡大に努めていたことを指摘して、篠川公方の派遣は鎌倉公方の意向よりも関東管領でもあった犬懸上杉家の意向であったとする。鎌倉公方が甥である持氏に代替わりして、上杉禅秀の乱で当主上杉禅秀ら一族の大半が敗死した犬懸上杉家が没落すると、同家の後ろ盾を受けていた篠川公方は鎌倉公方による禅秀派の討伐という状況の下で鎌倉府体制から離脱を志向することになったとする。
満直と持氏の関係が悪化すると、応永30年（1423年）、室町幕府は満直を鎌倉公方に擁立する方針を立てて、大崎氏などにこれを支援するように命じた。これに対して稲村御所の満貞はあくまでも持氏を支持し、鎌倉に退去した。幕府の意向を受けた満直は南奥諸氏を反持氏でまとめる工作を行うことで自己の勢力基盤を固めようとするが、未だに南奥諸氏の糾合すら出来ていなかった満直には鎌倉を攻める意思があったとしても、実際にそれを行うことは困難であり、それが幕府と満直の間で微妙な齟齬として現れるようになる。
正長2年（1429年）、鎌倉府に近い石川氏が白河結城氏や那須氏と抗争を起こして持氏がこれを支援すると、満直は幕府に対して持氏討伐のための兵を送ることや下総結城氏・小山氏・千葉氏に対して篠川公方に従うように命じる御内書の発給を要請した。6代将軍に就任した足利義教はこれに応じる意向を示して山名時熙や赤松満祐もこれに同調するが、「黒衣の宰相」と呼ばれた満済はまず満直自身が出陣するのが筋ではないかとして安易な出兵に反対し、畠山満家や斯波義淳・細川持之らも満済に同調した。その結果、同年9月には御内書が出されたものの、満直は出陣せず（それだけの力が無く）、満済や諸大名は満直の力を疑問視し始めて幕府と鎌倉府の和解を進める方針を採ることになる。当然、満直はこうした幕府内部の動きに反対し、義教も満直を鎌倉公方に擁して持氏と和解を拒否する態度を示したが、諸大名の反対にあったため、永享3年（1431年）7月に幕府と鎌倉府の和解が成立して持氏は赦免されることになった。この一連の動きの結果、満直の持氏の対抗馬としての立場に疑問が付されることになり、永享4年（1432年）には満直が関東管領上杉憲実と争っていた越後国紙屋荘の代官職が憲実の手に渡ることになった。とは言え、義教が満直に好意的であったという事実には変わりがなく、引き続き東国の守護らに満直への支援を命じる御内書を発給している。しかし、満直に対する具体的な支援策がついに行われることはなかった。
永享10年（1438年）に発生した永享の乱で、満直には幕府より錦御旗が届けられ、幕府方として石橋氏、蘆名氏、田村氏らを率いて参陣している（具体的な動きは不明）。持氏と満貞は鎌倉で自害した。
永享の乱で持氏が自刃すると、義教は自分の息子を鎌倉公方として下向させることを画策する。それには反対し、下総結城氏の結城氏朝・持朝父子が持氏の遺児を擁立して永享12年（1440年）3月、結城合戦が勃発した。乱は嘉吉元年（1441年）4月に鎮圧されるが、乱の最中の永享12年6月24日、下総結城氏に呼応する形で南奥諸氏が一斉に蜂起して篠川御所を襲撃、満直は自害に追い込まれた。これにより鎌倉府の奥羽統制は失敗に終わり、東北地方は国人達の争いの場となっていった。
なお、『続群書類従』の『喜連川判鑑』及び『古河公方系図』『足利氏系図』（浅羽氏家蔵本）では満直は持氏とともに自害したとしているが、前述のように満貞の事績との混乱を反映しているものとみられる。